# 陳寿姫

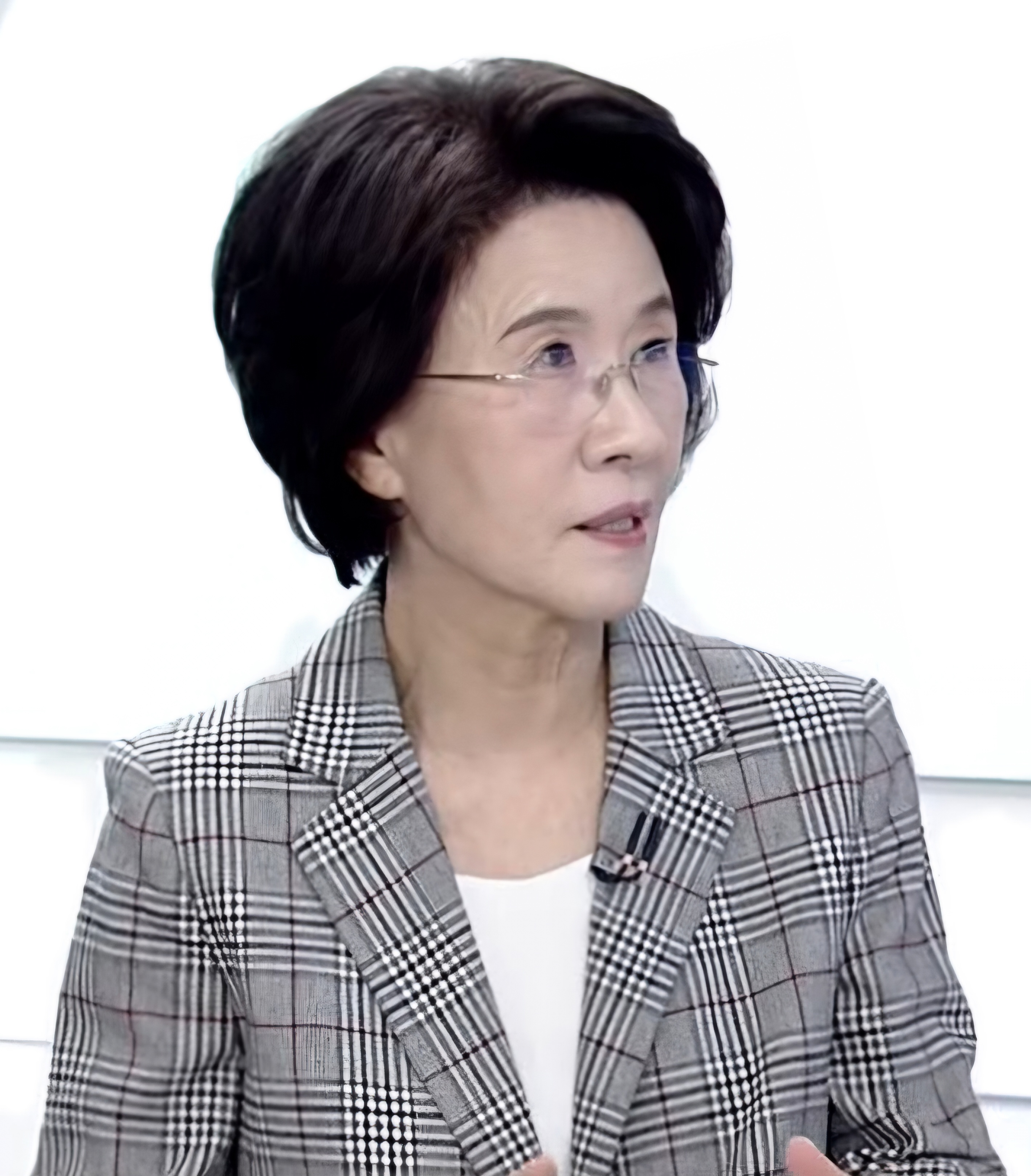
2024年

陳 寿姫（チン・スヒ、朝鮮語: 진수희/陳壽姬、1955年11月12日 - ）は、大韓民国の政治家。第48代保健福祉部長官、第17・18代韓国国会議員、第13代汝矣島研究所（現・汝矣島研究院）所長を歴任した。
本貫は驪陽陳氏。キリスト教徒。

## 経歴
忠清南道大田市（現・大田広域市）出身。大田女子高等学校、延世大学校社会学科卒。インディアナ大学ブルーミントン校（社会学修士）、イリノイ大学シカゴ校修了（哲学博士）。
2004年の第17代総選挙ではハンナラ党の比例代表、2008年の第18代総選挙ではソウル市城東区甲選挙区から当選したが、2012年の第19代総選挙では親李明博系としてカットオフに遭い、2016年の第20代総選挙では党内の予備選挙で敗れて出馬できなかった。国会議員のほか、韓国開発研究院研究員、財団法人汝矣島研究所選任研究委員・第13代所長（2009年6月から2010年7月まで）、世宗大学校兼任教授、国会女性政策フォーラム代表、ハンナラ党第6政策調整委員長・院内公報副代表・李明博予備候補選挙対策委員会スポークスパーソン・党憲党規改正特別委員会委員・人材迎入委員会副委員長、育児先進化フォーラム会長、第17代大統領職引受委員会政務分科委員会幹事、第18代国会企画財政委員会委員・規制改革特別委員会ハンナラ党幹事、社団法人草緑自転車なみ運動会長、保健福祉部長官を歴任した。長官在任中は家庭常備薬のコンビニでの販売や健康診断料金の引き下げなどを推進した。
2020年の第21代総選挙では未来統合党の候補としてソウル市城東区甲選挙区から出馬した。その時は疾病管理本部の庁への昇格については独立性と自律性の前提で賛成したが、文在寅政府による健康保険の保障性の強化については財政均衡の観点から反対意見を述べた。また、当時の保健福祉部長官の朴淩厚の新型コロナウイルス感染症対応中のさまざまな失言についても批判した。
2023年12月20日、与野党が共に国民の生活と国の未来を無視する政治を痛感すると述べ、翌年の第22代総選挙への不出馬を宣言した。2024年9月にはソウル市福祉財団の代表に任命された。

## エピソード
- 保健福祉部長官時代に長女が極秘裏に結婚した。結婚式には親戚や親しい友人だけが参加し、同僚の政治家たちにも知らせていなかった[6]。
- 狂牛病騒動に発端する2008年のろうそくデモについて、虚偽による恐怖で国全体が狂乱・動乱状態になったという旨で発言をしたことがあるため、2010年8月の保健福祉部長官の人事聴聞会で民主党の国会議員から批判を受けた。陳もその場でその発言は荒かった表現だと認めた[7]。